# Навас-де-Буреба
Навас-де-Буреба (ісп. Navas de Bureba) — муніципалітет в Іспанії, у складі автономної спільноти Кастилія-і-Леон, у провінції Бургос. Населення — 44 особи (2010).
Муніципалітет розташований на відстані близько 250 км на північ від Мадрида, 47 км на північний схід від Бургоса.

## Демографія
Динаміка населення (INE ):